# Isoxya basilewskyi
Isoxya basilewskyi là một loài nhện trong họ Araneidae.
Loài này thuộc chi Isoxya. Isoxya basilewskyi được miêu tả năm 1975 bởi Pierre L. G. Benoit & Emerit.